# ROMEO's blood
ROMEO's blood（ロメオスブラッド）は日本のロックバンド。

## 概要
浅井が「自分のグルーヴを出したい」という理念でTHE NOVEMBERSの小林祐介、有松益男を招き結成され、2014年4月26日に行われたARABAKI ROCK FEST.で初ライブを行った。その後も翌年2015年まで計5本のライブを行ったが、2021年現在は表立った活動は行われていない。

### 現況
2014年の活動時では当時浅井健一名義として『Nancy』をリリースしたばかりである関係でソロ活動を優先し、落ち着いた頃に本腰を入れる予定だと浅井は語っていた。しかし2018年に行われた浅井へのインタビュー内でこれまで結成してきたバンドに対する見解を聞かれた際、ROMEO's bloodについて「ベースを弾きながら歌うことが困難であったため、途中で挫折してしまった。」と語っており、活動継続が叶わなくなったことを示唆している。

## メンバー
- 浅井健一：ボーカル、ベース、ギター
- 小林祐介：ギター、ベース

THE NOVEMBERSのギター/ボーカル。ギター・マガジン（リットーミュージックが刊行する音楽雑誌）の編集長の紹介を受け、ROMEO's bloodに参加した。
- 有松益男：ドラムス

BACK DROP BOMBのドラマー。浅井とはPONTIACSとしてバンド活動を行った経歴がある。

## 作品
結成時点でオリジナル音源が8～9曲存在しているが、2021年時点で正式音源は一度もリリースされていない。

## 出演したライブイベント
- 2014年04月26日 - ARABAKI ROCK FEST.14
- 2014年12月06日 - 冷牟田竜之 presents Taboo 15th Anniversary ～殺しの唄～
- 2015年03月07日 - AFOC Tour "Golden Time Rock'n'Roll Show"
- 2015年04月19日 - 音楽と人LIVE 2015 ローリング・サンダー・レビュー
- 2015年09月21日 - BLACK RUDE NIGHT FUKUOKA